# 大庸桥街道
大庸桥街道，是中华人民共和国湖南省张家界市永定区下辖的一个乡镇级行政单位。

## 行政区划
大庸桥街道下辖以下地区：
大庸桥社区、热水坑社区、且住岗社区、大栗坡社区和月亮岛社区。